# Vladimir Lvovich Kasatonov
Vladimir Lvovich Kasatonov (em russo: Владимир Львович Касатонов; Moscou, 17 de junho de 1962) é um oficial da Marinha Russa que, desde 2024, ocupa o cargo de Chefe do Estado-Maior Principal e Primeiro Vice-Comandante da Marinha.
Vindo de uma família com forte tradição militar, Kasatonov estudou em instituições navais em Leningrado e no Mar Negro, antes de se juntar à Frota do Norte. No início da carreira, serviu principalmente a bordo do cruzador de mísseis nucleares Kirov, chegando a ser seu subcomandante. Durante esse período, participou de operações de busca e resgate dos submarinos soviéticos K-219 (1986) e Komsomolets (1989). Após atuar no 5.º Esquadrão Operacional e cursar a Escola de Aperfeiçoamento de Oficiais, assumiu o comando dos destróieres Gremyashchy e Rastoropny. Após nova formação na Academia Naval, tornou-se chefe do departamento de mobilização da Frota do Norte e, em 2000, capitão do cruzador de batalha Pyotr Velikiy.
Durante exercícios em agosto de 2000, sob o comando de Kasatonov, o submarino K-141 Kursk sofreu um acidente fatal e afundou. O Pyotr Velikiy foi o primeiro navio a localizar o submarino, 16 horas após o ocorrido, tornando-se navio de comando nas operações de resgate. Kasatonov permaneceu no comando até 2005, período em que foi promovido a contra-almirante. Em seguida, ocupou cargos no estado-maior da divisão de navios de mísseis da Frota do Norte e participou de diversas missões de longa distância.
Em 2012, tornou-se chefe de estado-maior e vice-comandante da Frota do Pacífico. Em 2016, assumiu a direção da Academia Naval e, em 2019, foi nomeado vice-comandante em chefe da marinha. Ao longo da carreira, recebeu diversas condecorações, incluindo as Ordens do Mérito Militar e do Mérito Naval. Sua vida e a de seus familiares são homenageadas em um museu localizado em Belenikhino, no Oblast de Belgorod.

## Família e início de carreira

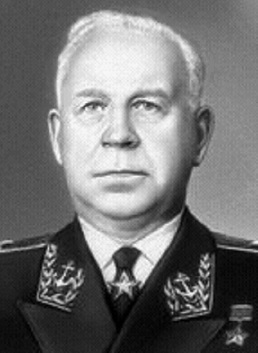
Avô de Vladimir Lvovich, Almirante da Frota e Herói da União Soviética Vladimir Afanasyevich Kasatonov

Kasatonov nasceu em Moscou, então parte da RSFS da Rússia na União Soviética, em 17 de junho de 1962. Ele vem de uma família com forte tradição militar ligada à Marinha. Seu bisavô, Afanasy Stepanovich, foi um suboficial condecorado com a Ordem de São Jorge por seus serviços no Regimento de Ulanos de Sua Majestade Imperial, a Imperatriz Alexandra Fiodorovna. O filho de Afanasy, Vladimir Afanasyevich — avô de Kasatonov — serviu na Marinha Soviética, alcançou o posto de almirante da frota e recebeu o título de Herói da União Soviética. O tio de Kasatonov, Igor Vladimirovich, também chegou ao posto de almirante, comandou a Frota do Mar Negro e foi Primeiro Vice-Comandante da Marinha.
Em 1977, Kasatonov ingressou na Escola Naval Nakhimov em Leningrado, e em 1979 passou a estudar na Escola Superior Naval do Mar Negro Nakhimov, onde se formou em 1984 com medalha de ouro. Iniciou sua carreira ativa na Frota do Norte, na divisão de mísseis da seção de armamentos do cruzador de mísseis nucleares Kirov. Nos três anos seguintes, seu grupo recebeu avaliações de "excelente". Em 1986, enquanto servia a bordo do Kirov, participou das operações de resgate da tripulação do submarino K-219, que havia pegado fogo e afundado no Atlântico Norte.
Em setembro de 1987, Kasatonov foi nomeado comandante da divisão de mísseis do Kirov. Em fevereiro de 1988, foi promovido a capitão-tenente com um ano e meio de antecedência. Já em setembro do mesmo ano, assumiu o cargo de subcomandante do navio. Em abril de 1989, participou do resgate da tripulação do submarino nuclear Komsomolets, que afundou no Mar de Barents após um incêndio a bordo.

## Primeiros comandos

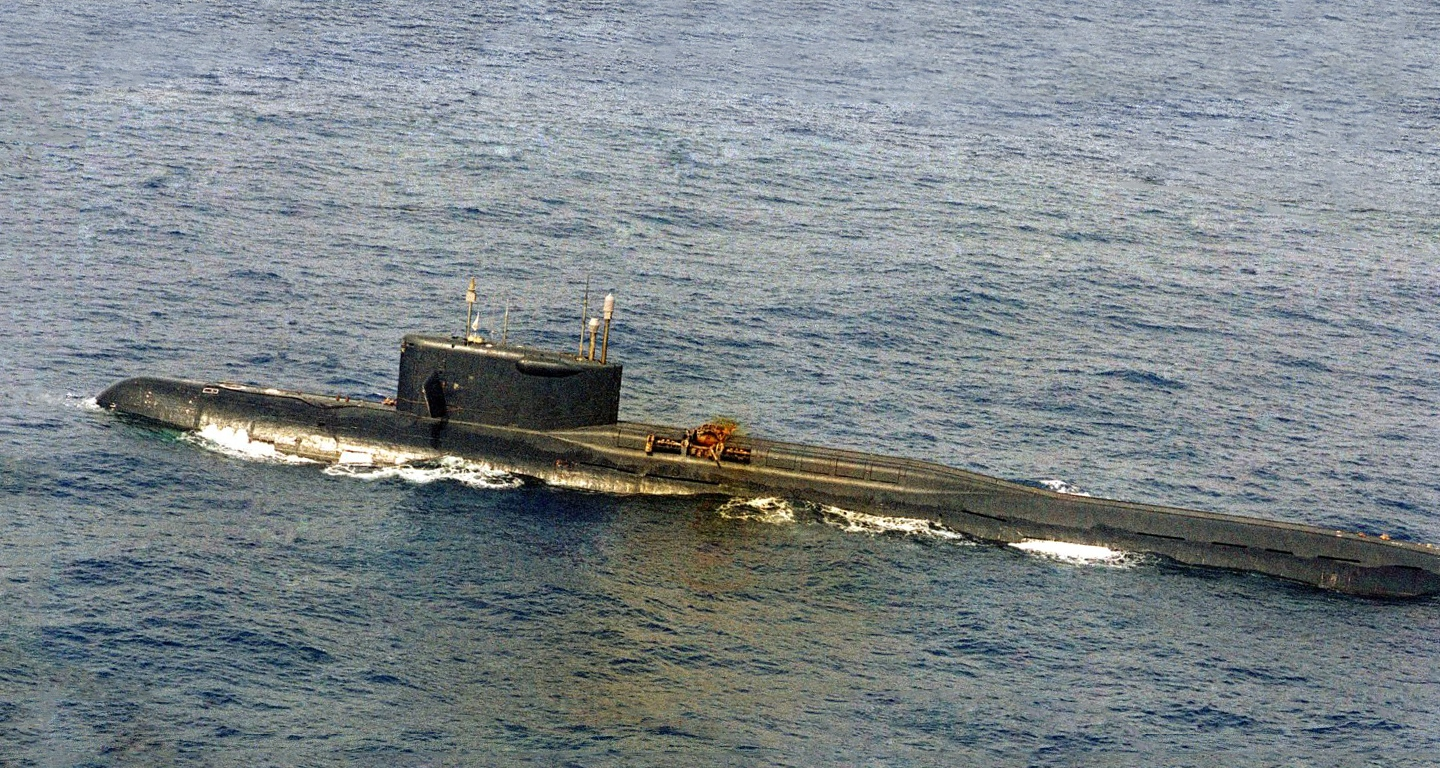
O K-129 danificado pouco antes de afundar

Entre 1990 e 1991, Kasatonov serviu no Mar Mediterrâneo com o 5.º Esquadrão Operacional. Em julho de 1991, formou-se nas Classes Superiores de Aperfeiçoamento de Oficiais da Marinha e foi nomeado imediato do destróier Gremyashchy, da classe Sovremenny. Em maio de 1993, participou de uma visita de cortesia ao Reino Unido a bordo do navio. A partir de abril de 1994, tornou-se imediato do destróier Rastoropny, assumindo o comando da embarcação em dezembro do mesmo ano.
Em setembro de 1997, ingressou na Academia Naval, graduando-se com distinção em junho de 1999. Em seguida, foi designado chefe do departamento de mobilização no quartel-general da Frota do Norte. Entre março de 2000 e julho de 2005, comandou o cruzador de batalha Pyotr Velikiy.

### Pyotr VelikiyeKursk
Entre março de 2000 e julho de 2005, comandou o cruzador de batalha Pyotr Velikiy. Durante os exercícios navais anuais da Frota do Norte, em agosto de 2000, o submarino K-141 Kursk, da classe Oscar II, sofreu um acidente fatal e afundou no Mar de Barents. Os exercícios, iniciados em 11 de agosto, foram os maiores desde o fim da URSS, contando com mais de trinta navios sob comando do almirante Vyacheslav Popov, com o Pyotr Velikiy como nau-capitânia. Na manhã de 12 de agosto, o Kursk deveria simular um ataque de torpedos contra o Pyotr Velikiy, mas uma explosão na sala de torpedos, seguida de uma segunda mais potente, afundou o submarino.
Operadores de sonar do Pyotr Velikiy detectaram as explosões e, com o desaparecimento do Kursk, iniciaram-se as buscas. Às 4h30 da manhã, dezesseis horas após o acidente, o sonar do navio localizou os destroços a 108 metros de profundidade, cerca de 105 km de Severomorsk. O Pyotr Velikiy coordenou os esforços de resgate, sob o comando de Popov, embora os sobreviventes já estivessem provavelmente mortos. Kasatonov e seu navio permaneceram no local protegendo a área até outubro de 2000, quando o cruzador foi declarado o melhor navio da Frota do Norte.

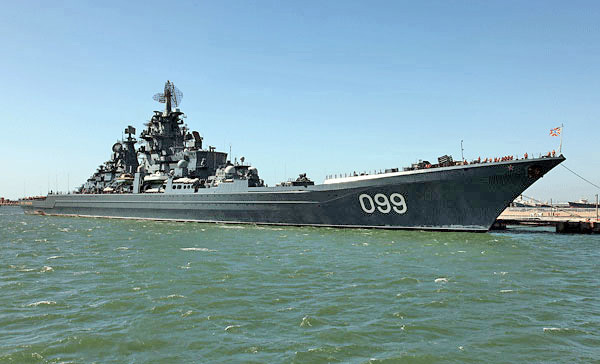
O cruzador de batalha Pyotr Velikiy, comandado por Kasatonov entre 2000 e 2005

Durante uma visita de inspeção em abril de 2002, o ministro da Defesa, Sergei Ivanov, presenteou Kasatonov com um relógio. Ele foi promovido a contra-almirante em 21 de fevereiro de 2003. No entanto, em março de 2004, foi criticado pelo comandante da Marinha, almirante da frota Vladimir Kuroyedov, quanto ao estado do Pyotr Velikiy, alegando que partes do navio estavam tão degradadas que poderiam explodir — incluindo a área do reator nuclear. Kuroyedov mais tarde negou haver riscos, e analistas sugeriram que as críticas refletiam disputas internas na cúpula naval, especialmente após os acidentes com o Kursk e o K-159 em 2003. Também foi apontado que o tio de Kasatonov, o almirante Igor Kasatonov, era um crítico ferrenho de Kuroyedov pelas mortes no naufrágio do K-159.

## Chefe do Estado-Maior e comandos de bandeira
Entre 2005 e 2006, Kasatonov atuou como chefe do Estado-Maior da 43.ª Divisão de Navios de Mísseis da Frota do Norte. Em setembro de 2006, ingressou na Academia Militar do Estado-Maior General das Forças Armadas, e em agosto de 2008 foi nomeado comandante da mesma divisão de mísseis.
Em outubro de 2008, liderou um destacamento de navios da Frota do Norte em uma missão que partiu do Oceano Ártico, passou pelo Atlântico — com escala na Venezuela —, seguindo depois para o Oceano Índico e o Mar Mediterrâneo.

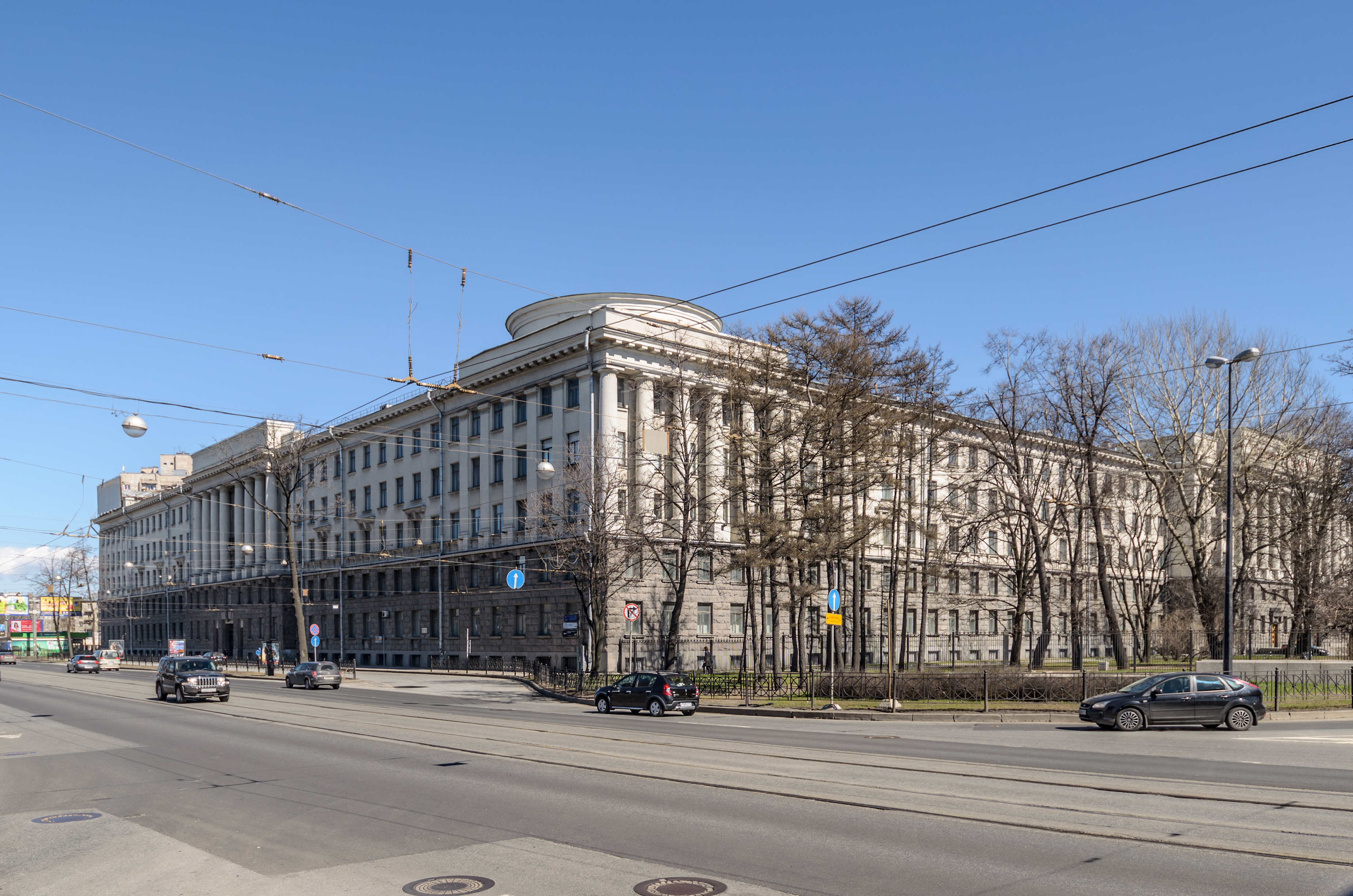
Academia Naval N. G. Kuznetsov em São Petersburgo. Kasatonov tornou-se chefe da academia em 2016.

Em abril de 2010, foi nomeado comandante da Flotilha de Kola. No verão de 2012, comandou um grupo de navios das frotas do Norte, Báltico e Mar Negro em operações no Mediterrâneo. Em 14 de setembro de 2012, tornou-se chefe do Estado-Maior e primeiro vice-comandante da Frota do Pacífico. Foi promovido a vice-almirante em 12 de junho de 2013.
Em 3 de outubro de 2016, assumiu a chefia da Academia Naval, em cerimônia com a presença do vice-almirante Aleksandr Nosatov (seu antecessor) e do chefe do Estado-Maior da Marinha, Andrei Volozhinsky. Durante o evento, Volozhinsky o descreveu como “um verdadeiro profissional com um histórico brilhante, que dedicou muitos anos de serviço às Frotas do Norte e do Pacífico”.
Em 20 de dezembro de 2018, Kasatonov defendeu com sucesso sua tese de doutorado em Ciências Militares, com a presença de seu tio, o almirante Igor Kasatonov, e do coronel-general Vladimir Deineka, da aviação naval.
Em dezembro de 2019, foi nomeado vice-comandante em chefe da Marinha. Em junho de 2023, foi promovido ao posto de almirante.

### Sanções
Em 2022, Kasatonov foi sancionado pelo governo do Reino Unido em decorrência da Guerra Russo-Ucraniana.
Em fevereiro do mesmo ano, seu nome foi incluído na lista de sanções da União Europeia por ser considerado “responsável por apoiar ativamente e implementar ações e políticas que minam e ameaçam a integridade territorial, soberania e independência da Ucrânia, bem como a estabilidade e segurança no país.”